# Конспиративни теории за Джордж Сорос
Множество конспиративни теории за американския финансист и филантроп от еврейски произход Джордж Сорос, биват създадени от момента на забогатяването му. Голяма част от тях са организирани около пресечните точки между политическите му възгледи и финансовото му богатство. Авторът Майкъл Волрайх нарича явлението „антисоросизъм“.
Антисоросизмът е обект на растяща критика поради повишеното разпространение на антисороските конспиративни теории сред консервативни и националистически кръгове, като Волрайх сравнява тези теории с конспиративните теории за фамилията Ротшилд, популярни в Европа през XIX век. Поради дейността на фондациите „Отворено общество“, подкрепящи и финансиращи неправителствения сектор, неправителствените организации и свързаните с тях лица често биват наричани иронично „соросоиди“, на които се приписва прокарване на користни интереси в своя или в на самия Сорос изгода, както и протекционизъм над „малцинства“ (расови, етнически, сексуални и др.) в ущърб на „мнозинството“.
През 2011 г. финансовото списание „Форбс“ публикува пространен материал за Джордж Сорос, неговия активизъм и външната политика на САЩ. В него се казва: „Сорос е мразен, защото много хора в Източна Европа и Централна Азия смятат, че той използва парите си, за да руши устоите на политическите им системи. Вярно или не, това гледище клони към популяризиране на антиамериканизъм. То дава на диктаторите опорна точка, която да използват против американските дипломати“.

## Азиатската икономическа криза от 1997 г.
Мохатир Мохамад, премиер на Малайзия от юли 1981 до октомври 2003 г., обвинява Сорос, в качеството му на основател на хедж фонда Куантум, че може да е частично отговорен за икономическия срив на източноазиатските пазари през 1997 г., когато тайландската валута изоставя фиксирането си спрямо щатския долар. Според Мохатир, през трите години, предхождащи кризата, Сорос инвестира в краткосрочни спекулативни инвестиции в източноазиатски пазари на акции и недвижими имоти, но започва да продава „неприлично бързо“ още при първите признаци на девалвация на валутата. Сорос отговаря на обвинението, заявявайки, че Мохатир го използва като „жертвено агне заради неговите собствени грешки“, че обещанията на Мохатир да забрани търговията с валута били „рецепта за бедствие“, както и че Мохатир е „напаст за собствената си страна“.
През следващите девет години Мохатир и Сорос разменят гневни реплики от трибуната на печатни и електронни медии. Номиналният БВП на щатския долар на АСЕАН пада с $9,2 млрд. през 1997 и $218,2 млрд. (31,7%) през 1998 г.
По време на представянето на своя книга в региона през 2006 г. Сорос се среща с Мохатир за първи път. Бившият премиер потвърдил, че не гледа на Сорос като на отговорен за финансовата криза.

## Теорията на Глен Бек
На 9 ноември 2010 г. консервативният американски телевизионен водещ Глен Бек излъчва едночасова програма със заглавие Кукловодът (The Puppetmaster), атакуваща Джордж Сорос (предаването е рекламирано като „Денят Д за Джордж Сорос“). В рамките на предаването Бек отправя различни обвинения срещу Сорос, сред които твърдението, че милиардерът е сътрудничил на нацистите като дете и че „много хора биха го определили като антисемит“. Това изказване е посрещнато с осъдителни позиции, сред които тези на Лигата против дефамацията и Американското събрание на оцелелите от еврейския холокост и техните наследници. Бек продължава да обсъжда Сорос в предаванията си от 10 и 11 ноември 2010 г., добавяйки твърденията, че Сорос, с помощта на други, се опитва да срине икономиката на САЩ, за да съгради нов световен ред.
На 18 ноември 2010 г. водещият на „Дневното шоу“ Джон Стюарт осмива изказванията на Бек по адрес на Сорос в сатира, озаглавена „Манджурският лунатик“ (The Manchurian Lunatic). В отговор от ефира на своето предаване от 25 ноември, Бек заявява, че Стюарт и колегата му от Стивън Колбер превръщат хората в „овце“.

## Теория на Ларуш за „търговия с наркотици“
Осемкратният кандидат за президент на САЩ и теоретик на конспирациите Линдън Ларуш и неговото движение издават серия публикации, в които се твърди, че Сорос е лидер на нелегалната търговия с дрога. Анти-Сорос позициите на Ларуш започват още през 90-те, когато членове на движението му провеждат протест на 10 януари 1994 г. срещу милиардера. Впоследствие същото обвинение отправят политикът Денис Хастърт, писателят и активист Дейвид Хоровиц и Клиф Кинсайд от организацията „Прецизност в медиите“.

## Теория за кукловодство на бежанската криза във връзка с гражданската война в Сирия от 2011 г.
След като през 2011 г. в Сирия избухва гражданска война, както и след настъпилата криза в отношенията на Руската федерация със САЩ и Европейския съюз поради Украинската революция от 2014 г., различни източници посочват Сорос като отговорен за кризата с бежанци от Близкия изток и Африка, която настъпва в Европа. Финансираните от Отворено общество организации, наричани „соросоиди“, биват обвинявани в участие в този процес.
В радиоинтервю на 30 октомври 2015 г. унгарският премиер национал-консерватор Виктор Орбан става едно от малкото официални лица, които публично изказват тези твърдения. Той заявява: „Името му [на Сорос] е вероятно най-силният пример за човек, който подкрепя всяко нещо, което отслабва националната държава и всичко, което променя традиционния европейски начин на живот. Тези активисти, които подкрепят имигрантите, без да знаят стават част от тази международна мрежа за трафик на хора“. На това обвинение Сорос отговаря, че малко по-рано същата година е представил план в шест точки за справяне с кризата, който план „поддържа европейските ценности“, докато „действията на Орбан са тези, които ги подкопават“.

## В България
В България съществуват различни теории за влиянието върху българската политика и икономика от страна на Джордж Сорос в лично качество или на управляваните от него донорски фондове или фондове аналогични на тях, които финансират нестопански и неправителствени организации.
В рамките на протестите срещу кабинета на премиера Пламен Орешарски през 2013 г. и отзвука от тях през 2014 г. се появява твърдението, че Джордж Сорос или свързани с него дарителски фондове финансират протестите. Такива твърдения изказват официално партия „Атака“, анализаторът Антон Тодоров и др. Неологизмът „соросоиди“ (понякога „соросовъди“) започва да се използва като нарицателно за тези организации, които получават финансиране от фондовете на Сорос или аналогични на тях, като се намеква, че това е чуждо финансиране, целящо да прокара чуждо (конкретно западно или американско) влияние в българската политика и икономика. Според журналиста Иван Бедров това говорене е част от масирана атака на някои български медии срещу неправителствения сектор, която има за цел чрез манипулация да „запуши устите“ на експертния ресурс в тези организации, който се е формирал чрез независимо финансиране и има капацитет да оспорва действията на властта.